# Sauland
Sauland är en kyrkby som utgör centralort i Hjartdals kommun i Telemark fylke i södra Norge. Orten ligger vid ån Hjartdøla, där Europaväg 134 möter fylkesväg 3430. Här finns Saulands kyrka.

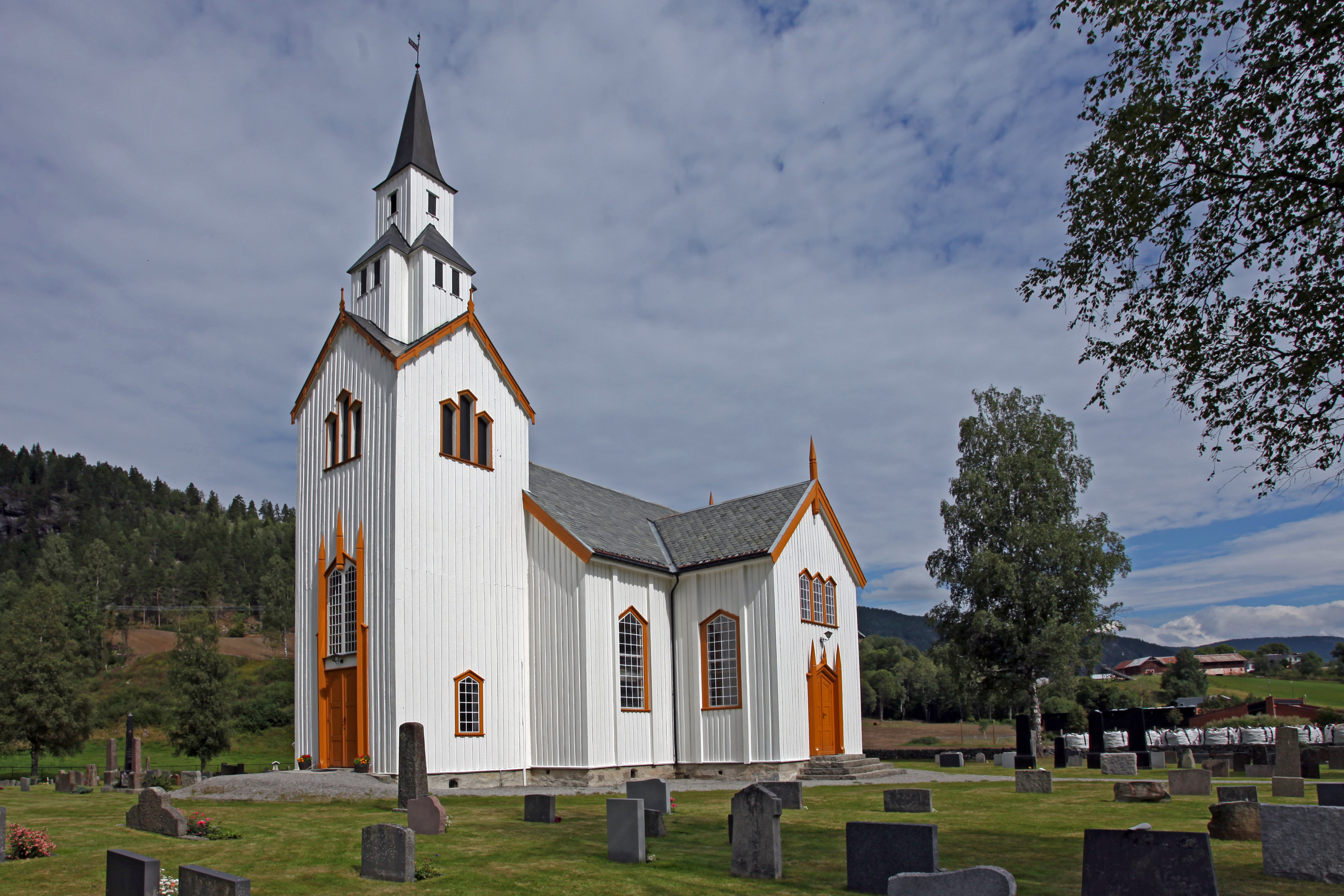
Saulands kyrka.